# Розсолопромисли
Розсолопромисли — гірничодобувні підприємства, які здійснюють підземний видобуток солі способом підземного розчинення. Розсолопромисли являють собою комплекс наземних і підземних виробництв, об'єктів, що забезпечують безперервний видобуток і подачу розсолу споживачеві.
Приклад — Мозирський (Білорусь) розсолопромисел.
Запаси солі Мозирського родовища обчислюються сотнями мільйонів тонн. Глибина залягання — від 600 до 1500 метрів.
Видобуток проводиться безшахтним способом — підземним розчиненням соленосних товщі через свердловини з поверхні. Процес починається в 3-х кілометрах від основної промислового майданчика на розсолопромислі, де пробурено 13 свердловин. Через них подається розчинник (розбавлений розсіл низької концентрації 60-80 г / літр NaCl), що розмиває сіль в місці залягання. Насичений розсіл (кондиційний) вилучають із свердловин «витисканням» і за допомогою розсолопроводу подають на основний майданчик для очищення і подальшого випарювання.